# Johannes Dreßler
Johannes Dreßler (* 26. August 1924 in Reichenbach im Vogtland; † 12. März 2019 in Aue) war ein deutscher evangelischer Theologe, langjähriger Generalsekretär des „Evangelisch-kirchlichen Gnadauer Gemeinschaftswerks in der DDR“ und Autor.

## Leben und Wirken
Johannes Dreßler wuchs im Vogtland auf und besuchte zwischen 1930 und 1938 die Volksschule. Danach folgte bis 1941 die Handelsschule. Ab 1942 war er Soldat im Zweiten Weltkrieg und danach bis 1947 in verschiedenen Kriegsgefangenenlagern interniert. Nach einem Jahr im Beruf als Handelskaufmann studierte er von 1948 bis 1951 Evangelische Theologie an der Friedrich-Wilhelms-Universität zu Berlin. Während eines Praktikums in Berlin-Mahlsdorf lernte er seine spätere Frau kennen. Bis 1954 arbeitete er als Pastor in Greiz und bis 1976 im Landesverband Landeskirchlicher Gemeinschaften Sachsen in Auerbach/Vogtl. mit Sonderaufgaben: Kinder-, Jugend-, Laienarbeit, als Dozent für Prediger. In dieser Zeit absolvierte er ein Zusatz-Studium für Gruppenarbeit. Zwischen 1977 und 1989 war er Generalsekretär des Verbandes „Evangelisch-kirchliches Gnadauer Gemeinschaftswerk in der DDR e. V.“, das 1991 im Evangelischen Gnadauer Gemeinschaftsverband aufging. In dieser Zeit hat er die Gemeinschaftsbewegung in der DDR maßgeblich mitgeprägt und Kontakte zu den skandinavischen pietistischen Bewegungen hergestellt.
Von 1989 bis 2011 hatte Dreßler verschiedene Haupt- und ehrenamtliche Aufgaben in der Evangelischen Diakonie der EKD inne. Ein Schwerpunkt seiner Arbeit seien Veröffentlichungen gewesen, etwa die Bibellese für Kinder „An ewigen Quellen“ und die Jugendbibellese „Lichtstrahlen“. 2018 erschienen seine Lebenserinnerungen in zwei Bänden unter dem Titel „90 plus“. Er war ab 1951 mit der Modedesignerin Ruth Estha verheiratet und hatte mit ihr drei Kinder, darunter Sohn Matthias, langjähriger Inspektor des Sächsischen Gemeinschaftsverbandes.

## Auszeichnungen
2006 erhielt Dreßler das Goldene Kronenkreuz der Diakonie für seine haupt- und ehrenamtliche Mitarbeit im evangelischen Krankenhaus „Gottesfriede“ in Woltersdorf bei Berlin, wo er in der Seelsorge und Patientenbetreuung tätig war.

## Veröffentlichungen
- 90 Plus. Persönliche Erinnerungen im Horizont der Zeitgeschichte (Autobiografie)
  - Band 1: 90 Plus, Seidel, Muldenhammer 2018, ISBN 978-3-86716-170-1.
  - Band 2: 90 Plus, Seidel, Muldenhammer 2018, ISBN 978-3-86716-171-8.

als (Mit)herausgeber
- mit Heinrich Dallmeyer: Unter die Lupe genommen. Ein selbstkritischer Beitrag der Gemeinschaftsbewegung über Gemeindeschäden von gestern und heute, Evangelische Verlagsanstalt, Berlin 1978.
- Dienst für Christus, Evangelische Verlagsanstalt, Berlin 1983.
- Zeugen für Christus, Evangelische Verlagsanstalt, Berlin 1985.
- Gnadauer Pfingstkonferenz 1888. Durch Begegnung zur Gnadauer Bewegung, Evangelische Verlagsanstalt, Berlin (bearb. 1987)

Periodika
- „An ewigen Quellen“ – Bibellese für Kinder
- „Lichtstrahlen“ – Jugendbibellese